# Nesticus noroensis
Nesticus noroensis là một loài nhện trong họ Nesticidae.
Loài này thuộc chi Nesticus. Nesticus noroensis được miêu tả năm 1993 bởi Mashibara.